# El curioso incidente del perro a medianoche
El curioso incidente del perro a medianoche es una novela del escritor Mark Haddon. La novela ganó en 2003 el premio Libro del Año Whitbread, en 2005 el premio al Mejor primer libro para jóvenes lectores y en 2004 el Premio para Escritores de la Commonwealth como mejor primer libro. El título de la novela es una cita a un comentario hecho por el detective de ficción Sherlock Holmes en el cuento Estrella de plata de Sir Arthur Conan Doyle. 
La historia está escrita en primera persona  en Swindon (Wiltshire, Reino Unido). Aunque el trastorno de Christopher dentro del espectro del autismo no se determina explícitamente en la novela, el resumen del libro en la solapa interior de la portada lo describe como síndrome de Asperger . Sin embargo, su personalidad sugiere cierto parecido con los 

## Protagonista
Christopher Boone, cuyo nombre completo es Christopher John Francis Boone, tiene 15 años y va a una escuela para estudiantes con necesidades especiales (un eufemismo que no le gusta) porque tiene Autismo. Christopher sufre además el Síndrome del sabio con las matemáticas, tiene memoria fotográfica, es extremadamente observador y es patológicamente incapaz de decir mentiras. Sin embargo tiene dificultades para entender el comportamiento humano, las expresiones y las relaciones. Tiene un gran interés en las matemáticas y tiene una rata doméstica como mascota que se llama Toby. 
Christopher tiene muchos rasgos que le diferencian de los demás debido a su percepción de la vida. Es incapaz de reconocer y comprender las expresiones faciales, sentimientos como la felicidad y la tristeza porque se las han explicado, y tiene dificultades para entender las metáforas y los chistes. Le gustan las cosas concretas, las listas y los hechos, tiene miedo de los extraños y de los lugares desconocidos, y su sueño favorito es aquel en el que toda la gente "normal" (aquellos que no son como él) están muertos y él tiene libertad de ser como es sin gente que lo moleste. Además de esto, es muy sensible a la información y a los estímulos. Por esta razón grita y reacciona con violencia cuando la gente le toca. Sin embargo no tiene problemas para apretar la punta de los dedos contra los de sus padres como gesto de amor. Se enrosca y gruñe para protegerse del exceso de ruido y de información. La terapeuta de su colegio, Siobhan, es la que le tiene más paciencia y la única que comprende su forma de ser.
Christopher odia el color amarillo y el marrón, mientras que le encanta el rojo. Esto le lleva a utilizar colorantes rojos para la comida marrón y amarilla. Tampoco puede comer dos tipos diferentes de comida si se tocan en el plato. No come su almuerzo y no habla con nadie. No le gusta consumir comida de sitios extraños ni que se cambien de posición los muebles.

## Escenario
La novela se sitúa en Swindon, una gran ciudad del suroeste de Inglaterra desde la que puede ver las estrellas durante la noche: este hecho afecta al desarrollo de la trama, pues está a gran distancia de Londres, ciudad a la que se traslada la madre de Christopher, por lo tanto, cuando éste decide emprender la aventura hacia Londres se ve obligado a viajar en tren y después en metro (algo que le resulta complicado por no haberlo hecho nunca) para encontrar a su madre.

## Resumen
Christopher John Franco Boone un niño de quince años con una condición de espectro autista, vive con su padre, quien le dijo que su madre Judy, murió hace dos años. El niño descubre el cadáver del perro del vecino llamado Wellington, atravesado por un horcón. La señora Shears, dueña del perro, llama a la policía y Christopher es el sospechoso de haber cometido este acto. Cuando un policía lo toca, Christopher lo golpea, él es arrestado y luego liberado con una advertencia de la policía. 
A lo largo de sus aventuras, Christopher lleva un registro de sus experiencias en un libro, titulado El curioso incidente del perro a medianoche. Ed, su padre, descubre el libro y preocupado porque se pueda meter en más líos, se lo confisca después de una breve pelea entre ambos , donde su padre le recomendaba que dejara de buscar al asesino del perro . En su búsqueda del libro escondido, Christopher descubre un montón de cartas dirigidas a él mismo de su madre en el armario de su padre, fechadas después de que ella muriera, que su padre también había ocultado. Su padre le había explicado la ausencia de su madre diciendo que tuvo un accidente y en el hospital falleció por un ataque al corazón que Christopher asume que es una embolia. Pero a juzgar por las cartas, Christopher llega a la conclusión de que su madre está todavía viva y que su padre le ha mentido. Queda tan profundamente conmocionado por este hecho que es incapaz de moverse, tiembla y se agita sobre la cama, vomita y gime durante varias horas hasta que su padre vuelve a casa.
Ed se da cuenta de que Christopher ha leído las cartas y  limpia porque Christopher ha vomitado toda la habitación. A continuación, le confiesa que mintió acerca de la muerte de Judy, su madre, y también que él es quien mató a Wellington, afirmando que se trataba de un error, que se dejó llevar por su ira después de una acalorada discusión con la señora Shears, ya que Ed le pidió que vivieran juntos y la Señora Shears lo rechazó.
Christopher, que ha perdido toda la confianza en su padre, y temiendo que también pueda tratar de matarlo a él, dado que ya había matado antes a Wellington, decide escapar de casa y vivir con su madre. Guiado por la dirección de las cartas de su madre, se embarca en un viaje de aventura con su rata doméstica Toby en el bolsillo a Londres, donde su madre vive con el señor Shears. Tras un largo y confuso viaje, eludiendo a los policías que le están buscando (después de que Ed llamara a la policía denunciando su desaparición), y sintiéndose enfermar por la inmensa información que recibe de las multitudes y los signos en los trenes, Christopher finalmente encuentra el camino para encontrar el domicilio de su madre y el señor Shears, y queda fuera esperando hasta que llegan a casa.
Su madre, Judy, se siente feliz por su llegada y trata de mantenerlo con ella, no puede creer que su exmarido dijera a Christopher que había muerto, y decide permitir a Christopher que viva con ella y el Sr. Shears en su pequeño apartamento de Londres, lo que origina un problema con el Sr. Shears, que no quiere que el muchacho viva con ellos y nunca lo hizo. Además, al poco de instalarse Christopher quiere volver a Swindon para poder presentarse al examen de Bachiller Superior en matemáticas. Su madre finalmente abandona al señor Shears, ya que su relación con él ya estaba aparentemente rota, y cuando llega Chistopher, empeora, y se muda a Swindon, donde alquila una habitación. Después de una discusión con su exmarido, llega al acuerdo de permitir que se reúna con Christopher a diario unos minutos. 
Christopher sigue teniendo terror hacia su padre, y espera que sea encarcelado por el asesinato de Wellington. La historia termina con Ed regalándole a Christopher un perro como mascota, ya que Toby, su rata, había muerto, y prometiéndole que va a conseguir restablecer la confianza con Christopher lentamente, "no importa cuánto tiempo tome", cada día, poco a poco. Christopher aprueba su examen y saca un sobresaliente, y decide presentarse a los siguientes niveles, e ir a la universidad, porque quiere ser científico.

Y sé que puedo hacer eso porque fui a Londres yo solo, y porque resolví el misterio de ¿Quién Mató a Wellington? y encontré a mi madre y fui valiente y escribí un libro y eso significa que puedo hacer cualquier cosa.

## Adaptaciones
- Esta historia fue llevada al teatro en México en el 2013, protagonizada por Tomás Campos Garzón como Christopher John Francis Boone en la temporada 2013-2014, en la temporada 2014-2015 fue sustituido por Alfonso Dosal.

- La adaptación en teatro de esta obra mereció el galardón como mejor puesta en escena, para los premios Tony 2015 de interpretar a Cristopher fue Emanuel Soriano quien, en esta versión, se llama Cristóbal.

- En septiembre de 2018, se estrena en el Teatro Marquina de Madrid la adaptación teatral de Simon Stephens. Dirigido por José Luis Arellano García y con escenografía de Gerardo Vera, este espectáculo está protagonizado por Álex Villazán en el papel de Christopher.

- Cabe destacar, que en 2019, se estrenó en Argentina, el formato de la obra llevado a teatro, en Argentina, Teatro Maipo CABA producido por The Stage Company, dirigido por Carla Calabrese y protagonizado por Iñaki Aldao junto a un gran elenco. La obra se llevó nominaciones a los Premios Ace, y el reconocimiento pleno del público desde abril a diciembre.